# Liste d'élections en 1937
Chronologie des élections
- 1933
- 1934
- 1935
- 1936
- 1937
- 1938
- 1939
- 1940
- 1941

Cette liste recense les élections organisées durant l'année 1937. Elle inclut les élections législatives et présidentielles nationales dans les États souverains, ainsi que les principaux référendums.
À cette date, l'Allemagne et l'Italie sont sous le joug de régimes totalitaires. Le Portugal expérimente un régime autoritaire nationaliste et catholique tandis que la Grèce a basculé en 1936 sous un régime d'inspiration fasciste. La guerre d'Espagne fait rage, les nationalistes de Franco tentant de renverser la république et le Front populaire du président Manuel Azaña. Le Japon est sous régime militaire et nationaliste, désormais allié à l'Allemagne nazie, mais continue à organiser des élections législatives multipartites relativement libres (avril). En décembre, en Roumanie, les élections législatives produisent un parlement sans majorité. Faisant fi des résultats, le roi Carol II nomme un gouvernement de droite, puis dissout le parlement et établit à son tour une dictature. Cette dictature roumaine reste d'esprit traditionnel et donc hostile au fascisme italien et méfiante envers l'Allemagne.
À l'autre extrémité de l'échelle politique, l'Union soviétique met en scène en décembre des élections législatives à parti unique, dans un climat de culte de la personnalité et de terreur généralisée. Elles produisent un Soviet suprême entièrement placé sous l'emprise du Parti communiste et de Joseph Staline.
Dans le reste de l'Europe, la vie politique démocratique se poursuit. Au Luxembourg (juin) et en Suisse (novembre), les citoyens rejettent par référendum des propositions qui visent respectivement à interdire le Parti communiste et la franc-maçonnerie.
De nombreux pays en 1937 ne reconnaissent pas encore le droit de vote des femmes. Néanmoins, les élections ci-dessous se déroulent au suffrage universel sans distinction de sexe, sauf en cas d'indication contraire (« élection au suffrage masculin »).

## Par mois

### Janvier
Il n'y a pas d'élection nationale en janvier 1937.

### Février
| Date             | Pays     | Élections      | Notes                                                                             | Résultats |
| ---------------- | -------- | -------------- | --------------------------------------------------------------------------------- | --- |
| 15 et 16 février | Finlande | Présidentielle | Élection indirecte. Les citoyens élisent des électeurs, qui élisent le président. | Kyösti Kallio (Ligue agrarienne : centriste) est élu avec 59 % des voix des électeurs, devant notamment Pehr Evind Svinhufvud (Parti de la coalition nationale : conservateur). |

### Mars
| Date   | Pays  | Élections    | Notes                           | Résultats |
| ------ | ----- | ------------ | ------------------------------- | --- |
| 7 mars | Chili | Législatives | Élections au suffrage masculin. | Parlement sans majorité. Le Parti libéral et le Parti conservateur terminent au coude à coude dans les deux chambres. |

### Avril
| Date     | Pays     | Élections    | Notes | Résultats |
| -------- | -------- | ------------ | --- | --- |
| 4 avril  | Colombie | Législatives | Élections au suffrage masculin. | Le Parti libéral est le seul à présenter des candidats, et obtient donc tous les sièges.                                                          |
| 30 avril | Japon    | Législatives | Élections au suffrage masculin. Le pays est sous gouvernement militaire. Le gouvernement est formé par l'armée, et non pas par le Parlement. | Le parti Rikken Minseitō (libéral, centre-gauche) conserve la majorité relative des sièges. Senjūrō Hayashi (militaire) demeure premier ministre. |

### Mai
| Date   | Pays     | Élections    | Notes | Résultats |
| ------ | -------- | ------------ | ----- | --- |
| 26 mai | Pays-Bas | Législatives |       | Parlement sans majorité. Le Parti d'État catholique romain (chrétien-démocrate, social mais anti-socialiste, favorable à l'imposition d'une morale catholique stricte par l'État) conserve sa majorité relative des sièges. La coalition qu'il forme avec les conservateurs protestants du Parti antirévolutionnaire et de l'Union chrétienne historique conserve la majorité absolue. Hendrikus Colijn (Parti antirévolutionnaire) demeure premier ministre. |

### Juin
| Date    | Pays       | Élections                  | Notes | Résultats |
| ------- | ---------- | -------------------------- | --- | --- |
| 6 juin  | Luxembourg | Législatives et référendum | Renouvellement partiel de la Chambre des députés. Le référendum porte sur une proposition du gouvernement d'interdire le Parti communiste. | Parlement sans majorité. Le Parti de la droite (catholique, traditionaliste, agrarien) y conserve la majorité relative. Le premier Joseph Bech offre néanmoins sa démission à la grande-duchesse Charlotte, en raison de sa défaite au référendum : 50,7 % des votants ont rejeté sa volonté d'interdire le Parti communiste. Charlotte accepte finalement sa démission, et nomme Pierre Dupong (également du Parti de la droite) à sa succession en novembre. |
| 29 juin | Islande    | Législatives               | | Parlement sans majorité. Alternance. Le Parti du progrès (agrarien, centre-droit) obtient la majorité relative des sièges. |

### Juillet
| Date        | Pays    | Élections                  | Notes                                                           | Résultats |
| ----------- | ------- | -------------------------- | --------------------------------------------------------------- | --- |
| 1er juillet | Irlande | Législatives et référendum | Le référendum porte sur l'adoption d'une nouvelle Constitution. | Le parti Fianna Fáil (populiste, centre à centre-gauche) perd sa majorité absolue des sièges, mais conserve la majorité relative. Éamon de Valera demeure premier ministre. La proposition de Constitution est approuvée par 56,5 % des votants. |

### Août
Il n'y a pas d'élection nationale en août 1937.

### Septembre

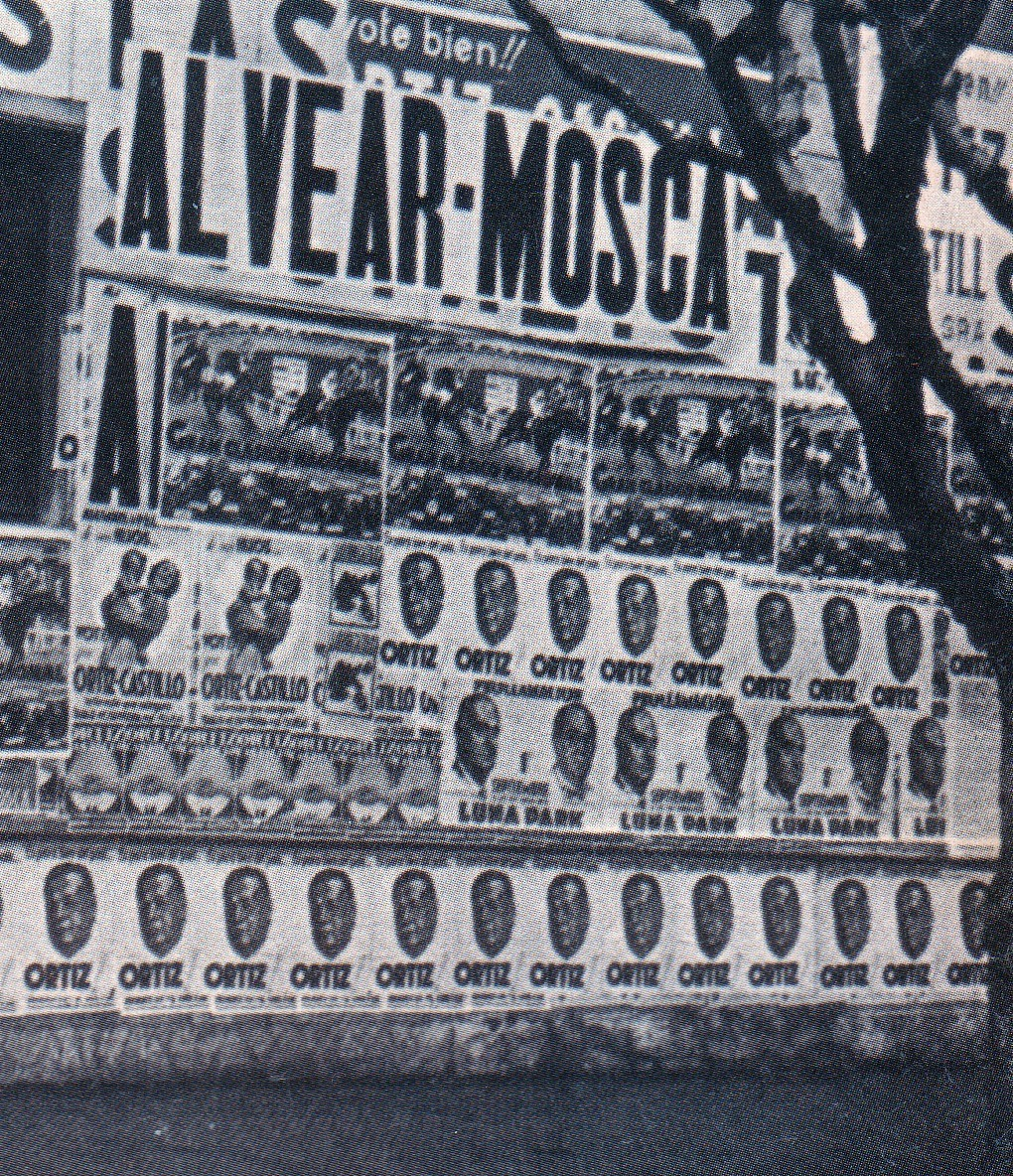
Affiches électorales pour la présidentielle argentine de 1937.

| Date        | Pays      | Élections      | Notes | Résultats |
| ----------- | --------- | -------------- | --- | --- |
| 5 septembre | Argentine | Présidentielle | Élections au suffrage masculin. Les années 1930 sont une période de fraudes électorales massives, de corruption, et de répression contre les opposants. Le gouvernement est acquis aux intérêts de grandes entreprises étrangères. Entre l'intimidation d'électeurs par les forces de sécurité, les bourrages d'urnes et l'inscription de morts sur les listes électorales, le scrutin de 1937 est considéré comme l'un des plus frauduleux de l'histoire du pays. C'est la « décennie infâme ». | Roberto Marcelino Ortiz (Union civique radicale antipersonnaliste : conservateur, au pouvoir) est officiellement élu avec 53,8 % des voix, face à Marcelo Torcuato de Alvear (Union civique radicale : centre-gauche), revenu d'exil. |

### Octobre
| Date       | Pays      | Élections    | Notes                                                                                   | Résultats |
| ---------- | --------- | ------------ | --------------------------------------------------------------------------------------- | --- |
| 23 octobre | Australie | Législatives | Renouvellement de l'ensemble de la Chambre des représentants, et de la moitié du Sénat. | Le Parti de l'Australie unifiée (conservateur) conserve la majorité absolue des sièges à la chambre basse. Au Sénat, sa coalition avec le Parti paysan conserve également la majorité absolue. Joseph Lyons demeure premier ministre. |

### Novembre
| Date        | Pays   | Élections    | Notes | Résultats |
| ----------- | ------ | ------------ | --- | --- |
| 7 novembre  | Siam   | Législatives | Le Siam à cette date est gouverné par un gouvernement relativement progressiste, composé de civils et de militaires, qui introduit des réformes sociales tout en développant les forces armées. | Il n'existe pas de partis politiques à cette date : tous les députés sont donc élus sans étiquette. Le colonel Phot Phahonyothin demeure premier ministre. |
| 28 novembre | Suisse | Référendum   | Scrutin au suffrage masculin. Référendum d'initiative populaire, proposant l'interdiction de la franc-maçonnerie.                                                                               | La proposition est rejetée par 68,7 % des votants. |

### Décembre
| Date              | Pays             | Élections    | Notes | Résultats |
| ----------------- | ---------------- | ------------ | --- | --- |
| 12 décembre       | Union soviétique | Législatives | Premières élections pour le Soviet suprême, instauré par la Constitution de 1936. Elles se déroulent durant les « Grandes Purges » (ou « Grande Terreur) ». Des arrestations massives ont lieu juste avant l'élection. Malgré l'annonce initiale que plusieurs candidats seraient autorisés par circonscription, le modèle finalement appliqué est celui d'une candidature unique pour chaque siège à pourvoir. Les citoyens sont appelés à voter pour ou contre le candidat proposé par le parti unique au pouvoir. | Les candidats du Parti communiste (et les candidats sans étiquette autorisés par le parti) sont tous élus, officiellement avec un taux d'approbation général de 99,3 %. |
| 20 au 30 décembre | Roumanie         | Législatives | À cette date, les femmes ont le droit de voter, mais uniquement à partir de l'âge de 30 ans. | Le Parti national libéral perd sa majorité absolue des sièges, mais conserve la majorité relative. Aucun parti ne disposant d'une majorité claire, le roi Carol II nomme Octavian Goga (Parti chrétien national : droite autoritaire et antisémite) au poste de premier ministre, bien que son parti soit très minoritaire au Parlement. À travers ce premier ministre, le roi exerce un réel pouvoir politique. Dès janvier 1938, une loi retire à tous les juifs leur citoyenneté roumaine. En février, Carol II dissout le Parlement et gouverne en dictateur. |